# Seamus Heaney
Seamus Jastin Heaney (13 tháng 4 năm 1939 - 30 tháng 8 năm 2013) là một nhà thơ người Ireland, nhận Giải Nobel Văn học năm 1995.

## Tiểu sử

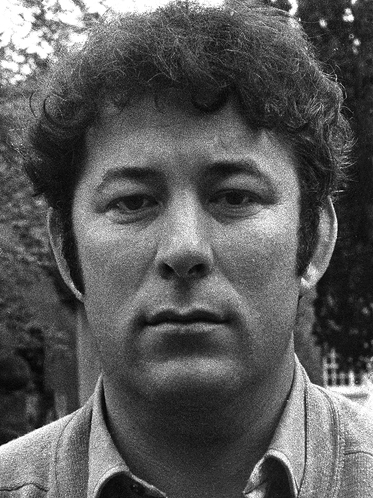
Seamus Heaney năm 1970

Seamus Heaney sinh tại một làng quê của Bắc Ireland (gần Belfast); khi 12 tuổi ông nhận được học bổng và đến học tại trường Cao đẳng St. Columb (St Columb College) và tốt nghiệp Đại học Hoàng gia Belfast năm 1961. Từ 1975 đến 1980 ông dạy học tại Carysfort College (Dublin). Năm 1982, ông dạy tại Đại học Harvard và năm 1984 được phong hàm giáo sư; từ 1989 đến 1994, ông dạy ở Đại học Oxford. Những vần thơ đầu tiên ông viết khi còn là giáo viên ở Belfast, tập thơ đầu tay Death of a naturalist (Cái chết của nhà tự nhiên học) ra đời năm 1966. Các tập thơ Door into the dark (Cánh cửa mở vào bóng đêm, 1969), Wintering out (Hết mùa đông, 1972) tiếp tục những mô-típ quen thuộc: cái chết và đất đai. Đất đai là biểu tượng của số phận, là nguồn gốc của tất cả, là sự kết hợp giữa tàn phá và dựng xây, của sự yên nghỉ muôn đời và sự hồi sinh lại. Các tiểu luận của ông The government of the tongue (Quyền lực của ngôn từ) và Thơ ca đứng lên bày tỏ những suy nghĩ về trách nhiệm công dân đối với số phận của đất nước bị chia cắt và tàn phá. Bản dịch thiên sử thi thời trung cổ Boewulf của ông ra tiếng Anh hiện đại được xếp là cuốn sách best-seller năm 2000 ở Anh và Mỹ. Quyển "Death of a Naturalist" của ông đã đoạt Giải Somerset Maugham năm 1968.
Seamus Heaney là thành viên của Viện Hàn lâm Văn học và Nghệ thuật Ireland, thành viên nước ngoài của Viện Hàn lâm Văn học và Nghệ thuật Hoa Kỳ; ông cũng được nhận nhiều bằng danh dự của các trường đại học. Năm 1996, Seamus Heaney là người thứ tư của Ireland được trao giải Nobel, vì ông đã sáng tạo ra 9 tập thơ mang "vẻ đẹp trữ tình và chiều sâu thẩm mỹ, tôn vinh những phép lạ của đời thường và của quá khứ sống động". Đối với Seamus Heaney, nhiệm vụ của nhà thơ là bảo vệ cái đẹp, đặc biệt là khi các chế độ độc tài tiêu diệt nó. Ngoài ra, ông còn nhận được giải thưởng nghệ thuật và văn chương do Bộ Văn hóa Pháp trao tặng.

## Tác phẩm

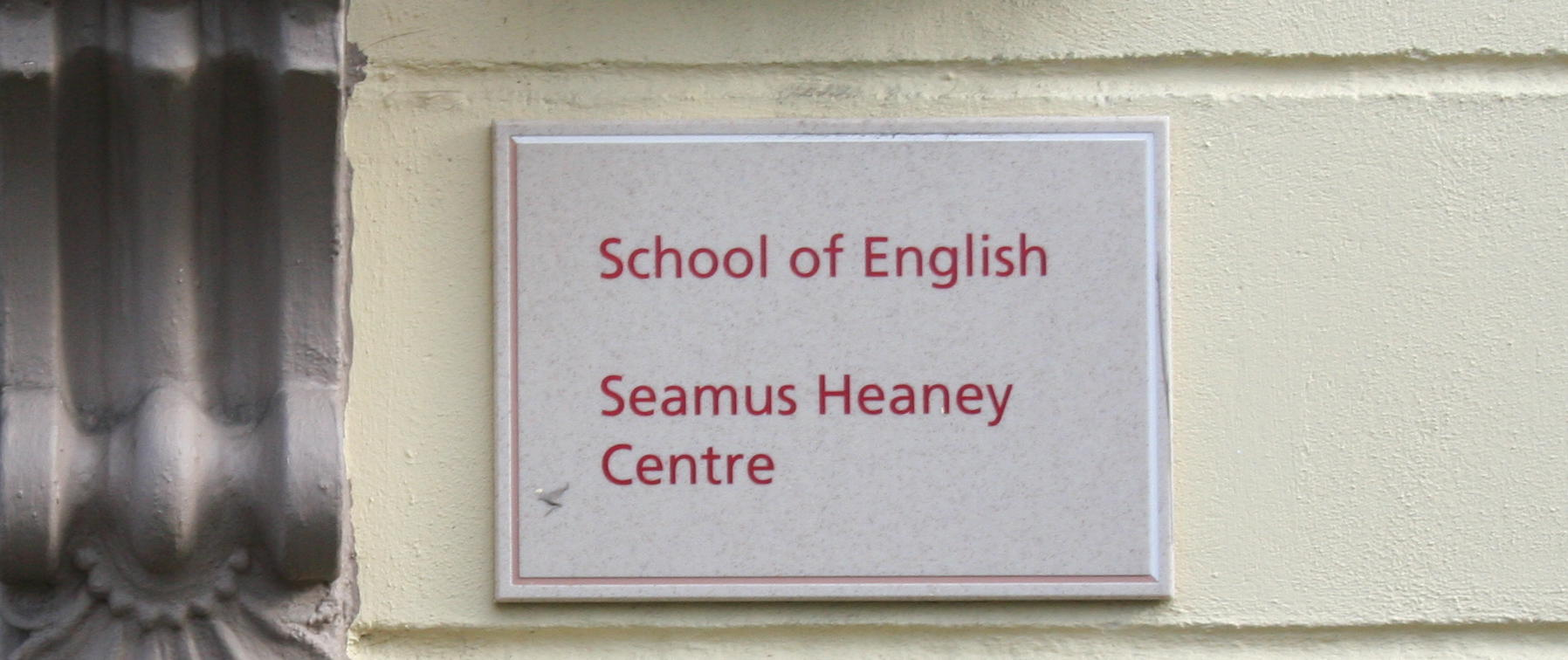
Trung tâm Seamus Heaney ở Đại học Hoàng gia Belfast, Bắc Ireland

- Death of a naturalist (Cái chết của nhà tự nhiên học, 1966), thơ
- Door into the dark (Cánh cửa mở vào bóng đêm, 1969), thơ
- Wintering out (Hết đông, 1972), thơ
- North (Miền Bắc, 1975), thơ
- Field work (Công việc đồng áng, 1979), thơ
- Preoccupations (Những mối bận tâm, 1980), tập tiểu luận của thời kì 1968-1978
- Sweeney astray (Lạc đường, 1984), thơ
- Station Island (Đồn đảo, 1984), thơ
- The haw lantern (Ngọn đèn sơn tra, 1987), thơ
- The government of the tongue (Quyền lực của ngôn từ, 1988), tiểu luận
- Seeing things (Thấy sự vật, 1991), thơ
- The cure at Troy (Việc chữa bệnh ở Troy, 1991), kịch
- Essays on the contemporary poetry of Northern Ireland (Tiểu luận về thơ ca đương đại Bắc Ireland, 1992), nghiên cứu phê bình
- A collection of critical essays (Tập tiểu luận phê bình, 1993), tiểu luận
- The redress of poetry (Điều chỉnh lại thơ ca, 1995), tiểu luận
- The spirit level (Cấp độ của tâm hồn, 1996), thơ
- Electric light (Ánh điện, 2001), thơ
- District and Circle (2006)

## Một số bài thơ
| Valediction Lady with the frilled blouse And simple tartan skirt, Since you have left the house Its emptiness has hurt All thought. In your presence Time rode easy, anchored On a smile; but absence Rocked love's balance, unmoored The days. They buck and bound Across the calendar Pitched from the quiet sound Of your flower-tender Voice. Need breaks on my strand; You've gone, I am at sea. Until you resume command Self is in mutiny. Lovers on Aran The timeless waves, bright, sifting, broken glass, Came dazzling around, into the rocks, Came glinting, sifting from the Americas To posess Aran. Or did Aran rush to throw wide arms of rock around a tide That yielded with an ebb, with a soft crash? Did sea define the land or land the sea? Each drew new meaning from the waves' collision. Sea broke on land to full identity. Saint Francis and the birds When Francis preached love to the birds, They listened, fluttered, throttled up Into the blue like a flock of words Released for fun from his holy lips. Then wheeled back, whirred about his head, Pirouetted on brother's capes, Danced on the wing, for sheer joy played And sang, like images took flight. Which was the best poem Francis made, His argument true, his tone light. Scaffolding Masons, when they start upon a building, Are careful to test out the scaffolding; Make sure that planks won't slip at busy points, Secure all ladders, tighten bolted joints. And yet all this comes down when the job's done, Showing off walls of sure and solid stone. So if, my dear, there sometimes seem to be Old bridges breaking between you and me, Never fear. We may let the scaffolds fall, Confident that we have built our wall. | Giã biệt Cô em mặc váy kẻ ô Và chiếc áo choàng đơn giản Từ ngày cô bỏ nhà đi Ngôi nhà tiêu điều, hoang vắng. Khi em có mặt Thời gian thả neo Trên nụ cười, nhưng em đi mất Nhổ neo, choáng váng tình yêu. Tháng ngày vội vàng, gấp rút Đi qua hết gần cuốn lịch Dồn vào lặng lẽ âm thanh Của giọng nói em dịu dàng. Thiếu em, tan tác bến bờ anh Em đi rồi, anh một mình trên biển Đến một ngày em chưa bỏ lệnh Thì anh vẫn còn nổi loạn, cuồng điên. Yêu dấu Aran những con sóng muôn đời, sạch sẽ, trắng trong, kính vỡ đi vào vách đá, làm cho mắt lóa, sững sờ những con sóng đến từ hai châu Mỹ. chinh phục Aran. Hay là Aran vội vã giang rộng vòng tay của đá bên con nước thủy triều có phải chết con nước ròng và nhẹ nhàng tan vỡ? biển vạch ranh giới với đất liền, hay đất với biển? biển xâm phạm đất liền để hòa quyện vào nhau theo cách của mình, ý nghĩa từng con sóng. Thánh Francis và chim Khi Francis rao giảng tình yêu cho chim Chúng lắng nghe, đập, vỗ cánh rồi bay Lên trời xanh, giống như một bầy lời. Lời mua vui từ môi thánh của Ngài. Sau quay trở lại trên đầu bay lượn Nhảy múa trên chiếc mũ của anh trai. Nhảy trên cánh, những con chim đùa vui Và hát lên, như hình ảnh đang bay. Bài thơ hay nhất mà Francis thể hiện Lý lẽ chính xác và giọng Ngài mềm mỏng. Giàn giáo Những người thợ khi bắt đầu xây nhà Kiểm tra kỹ xem giàn giáo chắc chưa Để không bị rơi từ trên cao xuống Kiểm tra thang, bắt vít ốc chắc chắn Xây xong rồi mà đổ xuống ai cần Bởi đá cứng, chắc chắn những bức tường. Thì chuyện của anh và em cũng vậy Em ngỡ rằng cây cầu xưa đã gãy Em đừng sợ. Dù cho giàn giáo rơi Nhưng ta đã xây tường chắc chắn rồi. Bản dịch của Nguyễn Viết Thắng |